# Alberto Shepherd Artica
Alberto Shepherd Artica fue un político peruano. 
Fue elegido diputado por la provincia de Tarma en 1945 durante el gobierno de José Luis Bustamante y Rivero porl el Frente Democrático Nacional. Su mandato se vio interrumpido en 1948 tras el golpe de Estado dado por Manuel A. Odría.